# Dobrogost
Dobrogost – staropolskie imię męskie. Składa się z członu Dobro- („dobry”) i -gost („gościć”, „gość”). Mogło oznaczać "dobry, życzliwy dla gości". Odpowiednik tego imienia, Dobrohost, występuje w językach: czeskim, słowackim, serbsko-chorwackim i ruskim. 
Dobrogost imieniny obchodzi 14 lipca.
Znane osoby noszące imię Dobrogost:
- Dobrogost Ostroróg (XV w.) – kasztelan kamieński i gnieźnieński
- Dobrogost z Dzwonowa (XIV w.) – wojewoda poznański
- Dobrogost z Kolna (zm. w 1442/1443) – kasztelan kamieński
- Dobrogost z Nowego Dworu  (XIV/XV w.)– arcybiskup gnieźnieński, biskup poznański
- Piotr Dobrogost Narbutt(inne języki) (XV/XVI w.) – namiestnik dorsuniski, dzierżawca karczem brasławskich, zięć Iwaszki Ilnicza
- Jan Dobrogost Krasiński (1639–1717) – wojewoda płocki

Zobacz też:
- Dobrogoszcz – jezioro i 5 miejscowości w Polsce
- Dobrogosty – 2 miejscowości w Polsce
- Dobrogostów, Dobrogostowo
- Dobrohostów